# 呂智恆

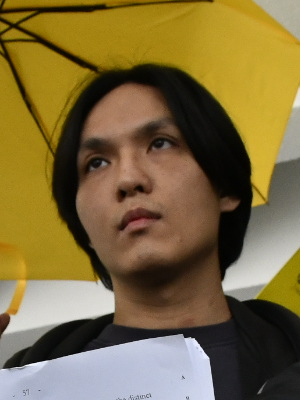
呂智恆（2018年）

呂智恆（英語：Hendrick Lui Chi Hang；1982年—）是香港社會工作者，北區連線成員。

## 生平
呂智恆大學修讀社工系。
呂主張實行聯邦制，並主張修改《基本法》，但反對香港獨立。2015年香港區議會選舉，他參選觀塘區議會牛頭角上邨選區，以922票之差敗於民建聯陳國華。
2016年香港立法會選舉，他參選新界西直選，但只得812票落選。
2017年7月19日晚，即諾貝爾和平獎得主劉曉波逝世後的頭七，呂智恆在羅湖口岸過關以後，於羅湖橋宣讀劉曉波著作《我沒有敵人》和《零八憲章》。15分鐘後被公安帶走，其後他被公安釋放回港。
2018年1月9日下午，呂智恆飛抵臺灣桃園國際機場，準備到立法院聲援勞工團體反對《勞動基準法》修訂（2017年台灣勞動基準法修正爭議），被拘禁在機場職員室近4小時，被拒絕入境。行政院大陸委員會表示，呂智恆未事先申請電子簽證、到了機場才申請落地簽證。內政部移民署詢問陸委會等相關單位後決定發給他簽證。
2019年6月，香港爆發反送中運動。6月底，G20峰會於大阪舉行。呂智恆赴日請願。在較接近G20峰會會場的埠頭，他舉着標語「反送中 NO CHINA EXTRADITION」跳海示威。及後，呂加入由在北區區內進行社區服務的政治素人所組成的新組織「北區連線」。
由於盛福選區未有任何民主派人士有意願參選，呂逐向新民主同盟范國威表示自己有意參選此選區，惟在同年7月新民主同盟卻派出黃良喜到此選區進行社區服務。呂在選舉期間於Facebook撰文提及自己決定選擇參選此選區的經過，更暗批黃拒絕參加此選區民主派初選，以及基於往績不應由黃良喜代表民主派出選該選區；而黃亦在Facebook發帖反駁，指呂選擇性引用資料及數據攻擊自己，破壞初選的互信基礎，令到民主派初選難以進行。最終呂黃協調破裂，雙方決意繼續下，溫和達以約四成二得票率，約五百多票之差擊敗呂智恆成功連任；惟呂黃合共所得票數，還要比溫和達多出約一千二百票，盛福更因此成為是次選舉北區區議會僅有的三個由建制派當選的選區其中之一。
2020年3月22日，呂智恆與黃嘉浩及女助手在粉嶺擺街站，呼籲途徑市民登記成為選民及加入工會，突然被親建制派人士襲擊受傷，他的手機被對方摔爛，屏幕粉碎。

## 被捕
2019年11月23日下午2時許，食環署人員到粉嶺站外一行人天橋「連儂橋」清理文宣，呂智恆到場稱該些文宣並非商業性宣傳品，不能即時清理。警方懷疑呂智恆用揚聲器廣播，以及阻礙相關部門職員執行職務，遂以涉嫌「妨礙公職人員執行職務」拘捕呂智恆。

## 外部連結
- 呂智恆的Facebook專頁